# Língua matigsalug
Matigsalug (Matig-Salug Manobo) é uma língua Manobo de Mindanao nas Filipinas. É uma língua Filipina Central  pertencente ao subgrupo malaio-polinésia da família das línguas austronésias. São quatro os dialetos principais: Kulamanen, Tigwa, Tala Ingod e o próprio Matigsalug. Os dialetos são bem divergentes, de tal forma que Tigwa tem inteligibilidade mínima com Matigsalug; somente Tala Ingod tem uma boa inteligibilidade com Matigsalug  Os falantes são cerca de 50 mil, sendo 5 mil monolíngues; Concentram-se em Mindanao, principalmente no centro-sul de Bukidnon, Cotabato do Norte (nordeste) e no noroeste de Davao del Sur.

## Escrita
O alfabeto latino Matigsalug consiste de dezoito grafismos : a, b, d, e, g, h, i, k, l, m, n, p, r, s, t, u, w, y. O grafemas c, f, j, o, q, v, x, z são usados em palavras recentes oriundas de outras línguas, principalmente nopmes de pessoas e locais. Os padrões de pontuação são aqueles da língua filipina. A parada da glote é representada por um hífen quando ocorre no meio da palavra, exceto quando ocorre entre vogais. Exemplo, a palavra [manʔeʔ] 'novamente ' é escrita como man-e, enquanto que [tiʔaŋ] 'carregar nos ombros' é escrita tiang.

## Fonologia

### Vogais
Matigsalug tem 4 vogais: /i, e, a, u/.
Vogais longas ocorrem em Matigsalug, embora raramente. A convenção ortográfica para vogais longas é escrever dois segmentos vocálicos. Por exemplo, a palavra [pa: n] "pão" é escrito como paan. Essa convenção, no entanto, pode causar alguma confusão entre os falantes não-nativos da língua. Em vez de uma vogal longa, esses podem analisar a sequência de VV como dois segmentos vocálicos com uma parada da glote, lendo assim paan como [paʔan].

### Consoantes
São 14 os sons consoante Matigsalug consoantes. Todas oclusivas são aspiradas. A nasal velar pode ocorrer inclusive no início de palavras.
|             | Bilabial | Bilabial | Alveolar /Dental | Alveolar /Dental | Post-alveolar /Palatal | Post-alveolar /Palatal | Velar | Velar | Glotal | Glotal |
| ----------- | -------- | -------- | ---------------- | ---------------- | ---------------------- | ---------------------- | ----- | ----- | ------ | ------ |
| Nasal       |          | m        |                  | n                |                        |                        |       | ŋ     |        |        |
| Oclusiva    | p        | b        | t                | d                |                        |                        | k     | g     | ʔ      |        |
| Fricativa   |          |          | s                |                  |                        |                        |       |       | h      |        |
| Aproximante |          |          |                  | l                |                        | j                      |       | w     |        |        |

## Amostra de texto
Pai Nosso
Sikan naa, henduena niyu kayi te eg-ampu: 'Amey ney ne diye te langit, egdayanen ka matulus ne ngaran nu. Eghari ka kayi te kanami, Egkatuman ka igkeupii nu kayi te ampew te tane iling degma te katumanan diye te langit. Ibehey nu kanami ka egkeilanganen ney kuntee ne egkeenen wey pasayluwa key te me sale ney, iling degma te pegpasaylu ney te nakasale kanami. Ne kene key ipabaye nikeykew diye te pegtintal, ke kene, luwasa key nikeykew puun ki Meibulan.